# Gare de Wicklow
La gare de Wicklow (en anglais: Wicklow railway station; en irlandais: Stáisiún Chill Mhantáin) est la gare ferroviaire de Wicklow dans le comté de Wicklow en Irlande.